# Kozice (powiat garwoliński)
Kozice – wieś sołecka w Polsce położona w województwie mazowieckim, w powiecie garwolińskim, w gminie Trojanów.
| SIMC    | Nazwa          | Rodzaj |
| ------- | -------------- | ------ |
| 0692481 | Kozice-Kolonia | część  |

W latach 1975–1998 miejscowość należała administracyjnie do województwa siedleckiego.
Wierni Kościoła rzymskokatolickiego należą do parafii św. Bartłomieja Apostoła w Korytnicy, częściowo także do parafii św. Antoniego w Życzynie.